# Walther von Boeckmann
Walther von Boeckmann (* 12. Dezember 1888 in Neapel; † 2. Mai 1970 in Dießen am Ammersee) war ein deutscher Verwaltungsjurist und Landrat.

## Leben
Er entstammte der 1803 geadelten und mit Grundbesitz bei Rostock ausgestatteten Familie von Boeckmann. Seine Eltern waren Waldemar Anastasius von Boeckmann (* Berlin 1850; † 1902 Neapel) und Klara Wiehler. Walther von Boeckmann studierte Rechtswissenschaft in Freiburg und war seit 1909 Mitglied der Studentenverbindung AV Zaringia Freiburg im Breisgau. Er begann seine berufliche Tätigkeit 1912 als Referendar. In den Jahren 1914 bis 1918 nahm er am Ersten Weltkrieg teil. Er wirkte 1920 als Gerichtsassessor und war von 1920 bis 1931 als Syndikus bei der Schlesischen Landgesellschaft beschäftigt. Ab 1922 wirkte Boeckmann als Rechtsanwalt beim Amts- und Landgericht Breslau. Er trat zum 15. März 1925 der NSDAP bei (Mitgliedsnummer 2.017) und wirkte als Leiter der Stadtabteilung im Breslauer Stadtteil Scheitnig. Seit dem 1. Oktober 1931 war er als Kreissyndikus im Kreis Ostprignitz. Seit dem 16. Mai 1933 wirkte Boeckmann vertretungsweise als Verwalter im Landratsamt Waldenburg und wurde am 17. Juli 1933 zum kommissarischen Landrat ernannt.
Ab dem 12. September 1933 amtierte er wiederum als Landeshauptmann der Provinz Niederschlesien. Walther von Boeckmann war zudem Kurator der Universität und der Technischen Hochschule von Breslau.